# ATプロダクション
アットプロダクション株式会社（アットプロダクション）とは日本の芸能事務所である。日本声優事業社協議会会員。総合芸能学院テアトルアカデミーを中心にした、テアトルアカデミーグループの直系プロダクションであり、当プロダクションに所属しているタレントは全員が総合芸能学院テアトルアカデミーの卒業者である。

## 沿革
前身のテアトルアカデミーおよび浅井プロダクション・ATプロダクションの情報を含む。
- 1980年11月 - 総合芸能学院テアトルアカデミー設立
- 1985年4月 - 浅井プロダクション設立
- 1990年12月 -　厚生労働大臣許可
- 1997年5月 - スタジオを移転
- 2000年7月 - 赤ちゃんモデル部門設立
- 2003年
  - 1月 - 第2スタジオ増設
  - 11月 - トレイジャリーレコード（自社レーベル）を発足
- 2005年10月 - エイジレス部門増設、フジビルスタジオ増設
- 2007年6月 - 浅井プロダクションからATプロダクションへ社名変更
- 2010年6月 - 事務所を新宿区下落合から港区高輪へ移転
- 2015年 - 事務所を港区高輪から中央区八重洲へ移転
- 2017年12月 - ATプロダクションを閉鎖、文京区本郷にアットプロダクション設立[3]
- 2018年 - 事務所を文京区本郷から新宿区西早稲田へ移転[3]

## 所属タレント

### 現在
2025年4月15日閲覧時点
男性
- 浅川大治
- 阿部カノン
- 石田晃一
- 内田蓮
- 岡島遼太郎
- 木村皐誠
- 古賀瑠
- 斎藤汰鷹
- 鈴木楽
- 武田晋
- 田中雄飛
- 藤田浩太朗［業務提携］
- MASAKing
- 松山歩夢
- 脇知弘
- 横山歩

女性
- 浅井星光［BEAT PARADOX］
- 安西稟
- ANGELLA［BEAT PARADOX］
- 飯野茉優
- 石田莉子
- 稲村優奈
- 遠藤璃菜
- 大村恵子
- 小林星蘭
- 佐藤茜
- 涼井菜生
- 鈴木誉
- 谷花音
- 玉野るな
- 戸苅ニコル沙羅
- 仲田友紀子
- 永瀬ゆずな
- 野澤しおり
- 野々村真白
- 野呂真愛
- 花村怜美
- 原田くるみ
- 藤本くるみ
- 松浦愛弓
- 南谷朝子
- 三宅美羽
- 森永さくら
- 山根あん

### 過去
男性
- 飯島康平
- 内野謙太[4]
- 小越勇輝
- 上條誠
- Shota
- 鈴木コウタ[5]
- 高橋光臣[4]
- 徳山秀典
- 正木蒼二

テアトルエンターテインメント（グループ内事務所）に移籍
- 齋藤潤
- 鈴木福

女性
- 池田愛[5]
- 今井春奈[6]
- REIRA（現・絵美里）[5]
- 河辺千恵子（現・河邉千恵子）
- 神戸みゆき
- 小島法子[7]
- 関山藍果
- 高橋実恵子[5]
- 竹中有希[7]
- 多田萌加
- 中山恵里奈[7]
- 原舞歌
- 日高里菜[8]
- 松元環季[7]
- 吉田恵
- 吉谷彩子[4]

テアトルエンターテインメント（グループ内事務所）に移籍
- 鎌田英怜奈
- 鈴木夢